# Aulacoderus trimaculatus
Aulacoderus trimaculatus es una especie de coleóptero de la familia Anthicidae.

## Distribución geográfica
Habita en Transvaal en (Sudáfrica).